# Relaciones Italia-Suiza
Las relaciones diplomáticas entre Italia y Suiza han sido tradicionalmente estrechas y en la actualidad se rigen por un complejo conjunto de tratados (incluidos los de la Unión Europea (UE), de la que Italia es miembro).
Los dos países comparten una larga frontera, tres lenguas comunes (Italiano es una de las cuatro lenguas oficiales de Suiza, el alemán y el francés son lenguas minoritarias reconocidas en Italia; además, el romanche está cerca del ladino y el friulano, hablados en el norte de Italia) y una lengua regional (lombarda hablada en el Cantón del Tesino y la Región de Lombardía). Valtellina, en la región de Lombardía, formó parte de Suiza desde 1512 hasta 1797.  Hay 48.000 suizos en Italia y los ciudadanos italianos son el grupo extranjero más numeroso en Suiza: 500.000, incluidos los que tienen doble nacionalidad. Suiza fue un destino popular para los emigrantes italianos en el siglo XIX, y entre 1950 y 1970 la mitad de los extranjeros en Suiza eran italianos. También hay más escuelas suizas en Italia que en cualquier otro país del mundo.
Las relaciones entre ambos países se concretan en una serie de relaciones comerciales, culturales y tecnológicas.
Italia no sólo es el segundo socio comercial de Europa, sino que también comparte con la Federación una colaboración en materia de migración. Una cooperación reforzada por la mejor aplicación del Reglamento de Dublín, concretamente en materia de readmisión.
Se ha dado un paso más con el acuerdo de cooperación aduanera y policial en materia de control y seguridad transfronterizos.

## Comparación entre países
| Nombre oficial      | Confederación Suiza | República Italiana                                                               |
| ------------------- | --- | -------------------------------------------------------------------------------- |
| Bandera             | |                                                                                  |
| Escudo de armas     | |                                                                                  |
| Himno               | Swiss Psalm | Il Canto degli Italiani                                                          |
| Día nacional        | 1 de agosto | 2 de junio                                                                       |
| Ciudad más grande   | Zúrich - 421.878 | Roma - 2.770.226                                                                 |
| Gobierno            | semi-directa democrática república federal                                                                                | Unitario Parlamentario República constitucional                                  |
| Jefe de Estado      | Karin Keller-Sutter | Sergio Mattarella                                                                |
| Idioma oficial      | Alemán, Francés, Italiano y Romanche.                                                                                     | Italiano                                                                         |
| Religiones          | 37% católico 25% comunidad evangélica reformada 24% sin religión 6% otras denominaciones cristianas 5% musulmana 3% otras | 84,4% Cristiandad, 11,6% Ninguna religión, 1,0% Islam, 3,0% Otros                |
| Grupos étnicos      | Alemán 65%, Francés 18%, Italiano 10%, Romansh 1%, Otros 6%                                                               | 91.3% Italianos, 4,4% other Europeos, 1,9% Asiáticos, 1,9% Africanos, 0,5% Otros |
| Constitución actual | 12 de septiembre de 1848                                                                                                  | 1 de enero de 1948                                                               |
| Área                | 41.285 km2 | 302.073 km2                                                                      |
| Zonas horarias      | 1 | 1                                                                                |
| Población           | 8.636.896 (2020) | 59.554.023 (2020)                                                                |
| GDP                 | 748 Billions USD (2020)                                                                                                   | 1,886 Billions USD (2020)                                                        |
| Moneda              | Franco suizo | Euro                                                                             |

## Historia
Antes del nacimiento del Estado italiano en 1861, las relaciones entre las entidades estatales italianas y los territorios suizos eran de carácter económico y religioso. Durante los años 1300-1400, por ejemplo, los comerciantes y banqueros italianos participaban en las ferias de Ginebra contribuyendo a su desarrollo.
Suiza estableció a Milán como protectorado de la Confederación entre 1512 y 1515. En 1515, los suizos ayudaron a defender el Ducado de Milán contra una invasión francesa.
En el periodo de la Restauración (1815-1848), la Ilustración lombarda tuvo una importante influencia en los territorios suizos; Milán, de hecho, se convirtió en un lugar de educación para los ticineses.
Durante las Revoluciones de 1848 en los estados italianos muchos suizos apoyaron la causa italiana, en particular, en los cinco días de Milán. Los voluntarios suizos lucharon con la Lombardía-Venecia contra los austriacos. Tras la toma de Milán en agosto de 1848, algunos revolucionarios italianos se refugiaron en Suiza.
En la época del Risorgimento, varios patriotas italianos, entre ellos Cavour, primer ministro del Reino de Piamonte-Cerdeña, se interesaron por la conquista del Cantón del Tesino y los valles de habla italiana de los Grisones. La proclamación del Reino de Italia en 1861 fue percibida con alivio por Suiza, ya que daba seguridad a la neutralidad del país.
Entre 1870 y 1914 hubo una gran afluencia de inmigrantes italianos en Suiza. Esto fue fomentado por el tratado de domicilio y consulado de 1868, que garantizaba la libertad de acceso y de domicilio en los respectivos países. Los inmigrantes italianos constituyeron mano de obra no cualificada empleada principalmente en la construcción de ferrocarriles.
Durante la Primera Guerra Mundial el gobierno italiano se comprometió a respetar la neutralidad suiza y después de la guerra, con el establecimiento del fascismo, las relaciones bilaterales se caracterizaron por una política basada en la amistad. Los dos países concluyeron un nuevo tratado de comercio (1923) y un tratado de conciliación y regulación judicial (1924).
Al igual que en la Primera Guerra Mundial también en la Segunda Italia reconoció la neutralidad de Suiza en 1938, pero entre los proyectos de expansión expuestos por Mussolini el 30 de noviembre de 1938 al Gran Consejo del Fascismo se encontraba también el Cantón del Tesino.
Con el final de la Segunda Guerra Mundial se produjo una oleada de migración a Suiza, principalmente porque el sistema de producción suizo no se vio afectado por los daños de la guerra y los empresarios suizos buscaron mano de obra italiana a bajo coste. Sin embargo, el gobierno suizo intentó limitar la migración al trabajo estacional y concluyó un acuerdo en 1948. Este acuerdo establecía que los trabajadores no podían desplazarse en el territorio suizo y permanecían vinculados a quienes los habían contratado. Además, no se permitía la reagrupación familiar. Este acuerdo creó varias tensiones entre los dos países y por ello se firmó otro en 1964 que permitía la reagrupación.
Tras la crisis del petróleo iniciada en 1973, muchos trabajadores italianos en Suiza regresaron a Italia.

## Relaciones comerciales
Italia es el segundo socio comercial de Suiza y este país es el octavo inversor en Italia (22.000 millones de francos), lo que crea 78.000 puestos de trabajo. La región de Lombardía representa el 90% de todo el comercio de Suiza con Italia, según el ex consejero federal Ueli Maurer. Italia invierte 6.000 millones de francos en Suiza y crea 13.000 empleos. Ambos están fuertemente integrados a través de los tratados de la UE con Suiza y ésta también forma parte del espacio Schengen de la UE.

## Historia de las relaciones económicas
Las relaciones comerciales entre ambos países se vieron favorecidas por la proximidad geográfica y su pertenencia a la Unión Monetaria Latina. La apertura del Túnel de San Gotardo y del puerto de Ginebra también favoreció las relaciones.
El giro proteccionista italiano de los años 70 provocó una ralentización parcial de las relaciones comerciales, lo que creó la condición para una revisión de los tratados comerciales. Aunque la revisión se llevó a cabo, la balanza comercial siguió siendo claramente favorable a Italia.
Hasta 1970 el mercado suizo era el único con el que Italia se beneficiaba de un superávit comercial constante, ya a principios del siglo XX los inversores y empresas suizas dieron un importante impulso a la península.
El comercio bilateral no se vio visiblemente afectado por la participación de Italia en la guerra, una clara señal fue la apertura de la Cámara de Comercio Suiza en Italia en 1919. Este periodo también se caracterizó por una relativa disminución de las importaciones suizas procedentes de Italia, aunque las exportaciones se mantuvieron constantes, esto se tradujo en la reducción de la balanza comercial favorable a Italia.
Después de la guerra en Etiopía, el centro financiero suizo y, en particular, las instituciones de crédito, desempeñaron un papel central en la transferencia de créditos a Italia.
El final de la Segunda Guerra Mundial dio un nuevo impulso al comercio bilateral:
En 1950 ambos países se adhirieron a la Unión Europea de Pagos. Como resultado, los nuevos acuerdos comerciales y métodos de pago condujeron a un nuevo periodo de liberalización del comercio bilateral y de estabilidad en términos de volumen comercial.
Este periodo se caracteriza por una gran cantidad de inversiones de la Confederación en la península:
- El centro financiero suizo destacó por su papel fundamental en la cesión de créditos a empresas e instituciones italianas. Los ferrocarriles estatales recibieron un préstamo del centro financiero suizo y lo utilizaron para reforzar y electrificar las líneas ferroviarias que conectaban el norte de Italia con Suiza.
- Cerca del 50% de la IED suiza en Italia se concentró en el norte del país. La importancia de la inversión directa suiza en Italia se explicaba a menudo por la afluencia de capitales italianos exportados ilegalmente a la confederación, lo que convirtió a Lugano en el tercer centro financiero del país.[23]

## Relaciones económicas contemporáneas
Suiza es uno de los socios comerciales más importantes de Italia. En 2021, Suiza exportó bienes por valor de 13.200 millones de dólares a Italia e importó bienes por valor de 32.200 millones de dólares, lo que supuso un volumen comercial total de 45.400 millones de dólares. Los flujos de inversión en ambas direcciones son de gran importancia económica para ambos países.
In 2020:
- Las inversiones directas suizas en Italia ascendieron a 28.900 millones de euros.
- Las inversiones directas italianas en Suiza ascendieron a 18.400 millones de euros.[25]

Los intercambios son estrechos en las regiones fronterizas. Más de 70000 italianos cruzan la frontera para trabajar en Suiza. A finales de 2017 había unas mil empresas italianas en Suiza, que contratan a 21.000 empleados, principalmente en los siguientes sectores: confección, finanzas, alimentación y construcción. En concreto para el sector de la construcción, la Cámara de Comercio Italiana para Suiza, ha puesto en marcha una iniciativa llamada Investment4Business, which facilitates and promotes investments in real estate business between the two countries.

## Intercambio cultural
Italia y Suiza mantienen estrechas relaciones también en el ámbito cultural.

## El "Istituto Svizzero"
En 1947, Suiza fundó el "Istituto Svizzero di Roma", creado para mejorar la cooperación entre Italia y Suiza en el ámbito cultural y científico. Este instituto participa en varios proyectos, como la "settimana della lingua italiana nel mondo", una iniciativa del Ministerio de Asuntos Exteriores italiano. The institute aims to extend the influence of Switzerland culture beyond its borders. La estructura ofrece exposiciones, conferencias y encuentros en Roma, Milán y Palermo. Cada año, el instituto acoge a jóvenes investigadores o artistas. Los estudiantes de intercambio que asisten a estos programas estudian italiano, que es una de las cuatro lenguas nacionales de Suiza.
El instituto apoya proyectos e investigaciones suizas en Italia. De este modo se potencia la cooperación y el intercambio cultural y científico entre ambos países. Los principales objetivos de la estructura son
1. Ofrecer a los jóvenes la posibilidad de desarrollar sus proyectos (científicos o artísticos) y participar activamente en las actividades italianas.
2. Desarrollar colaboraciones artísticas y científicas entre Suiza e Italia.
3. Promover la educación, la investigación y la innovación suizas en Italia.

## Cooperación en materia de educación
En Milán, Bérgamo, Roma, Catania y Como es posible encontrar escuelas suizas. Dos universidades, la Università della Svizzera italiana (USI) y la Universidad de Ciencias Aplicadas y Artes de la Suiza Meridional, ofrecen a los estudiantes italianos la posibilidad de solicitar becas de excelencia del Gobierno suizo a la Secretaría de Estado de Investigación e Innovación Educativa.

## Relaciones diplomáticas
Las relaciones diplomáticas entre Italia y Suiza se basan en la celebración de 22 tratados y en reuniones periódicas entre los representantes de los dos gobiernos.

## Misiones diplomáticas residentes
- Italia tiene una embajada en Berna y consulados generales en Ginebra, Lugano y Zürich y un consulado en Basilea.
- Suiza tiene una embajada en Roma y un consulado general en Milán.

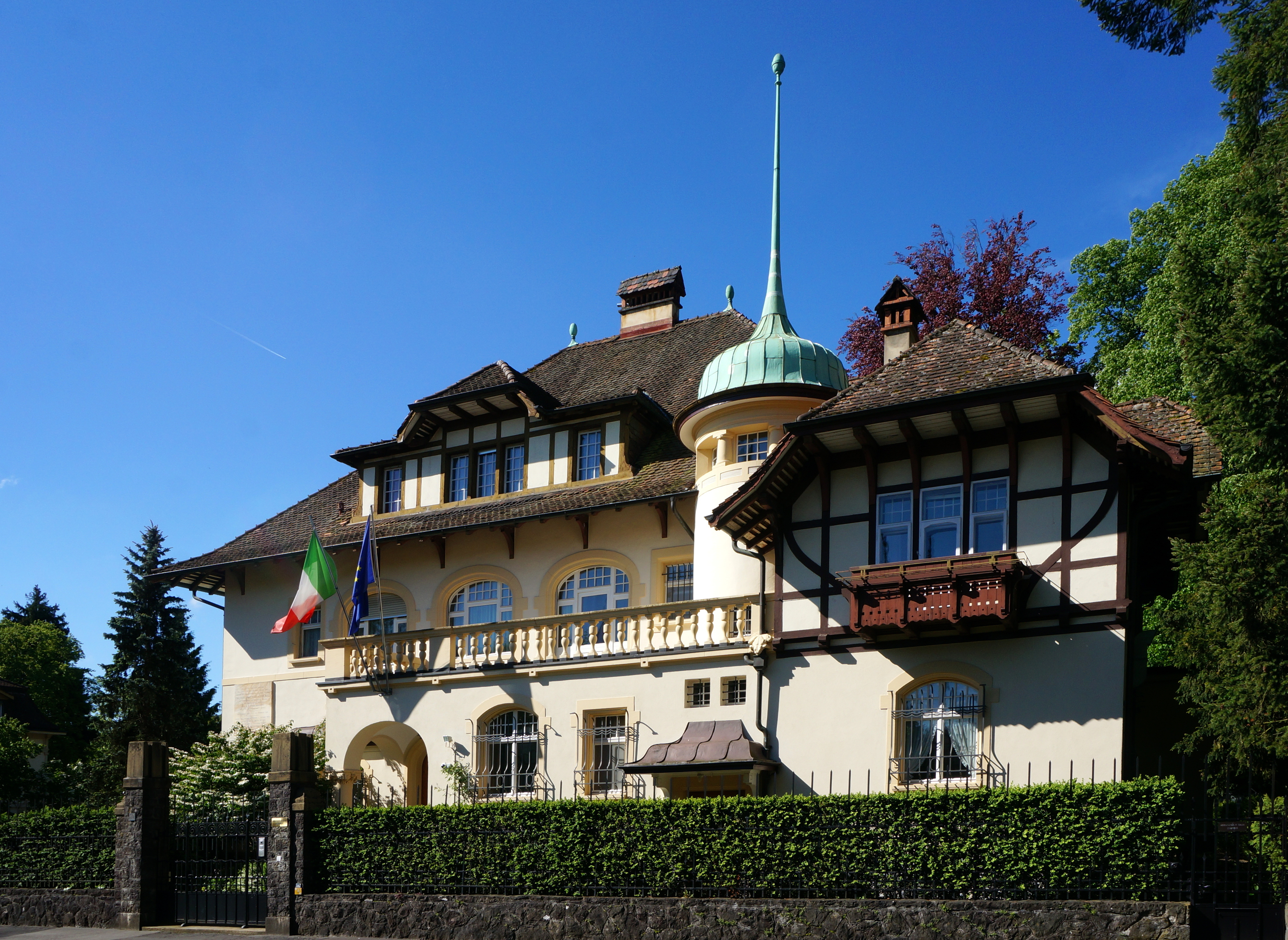
Embajada de Italia en Berna
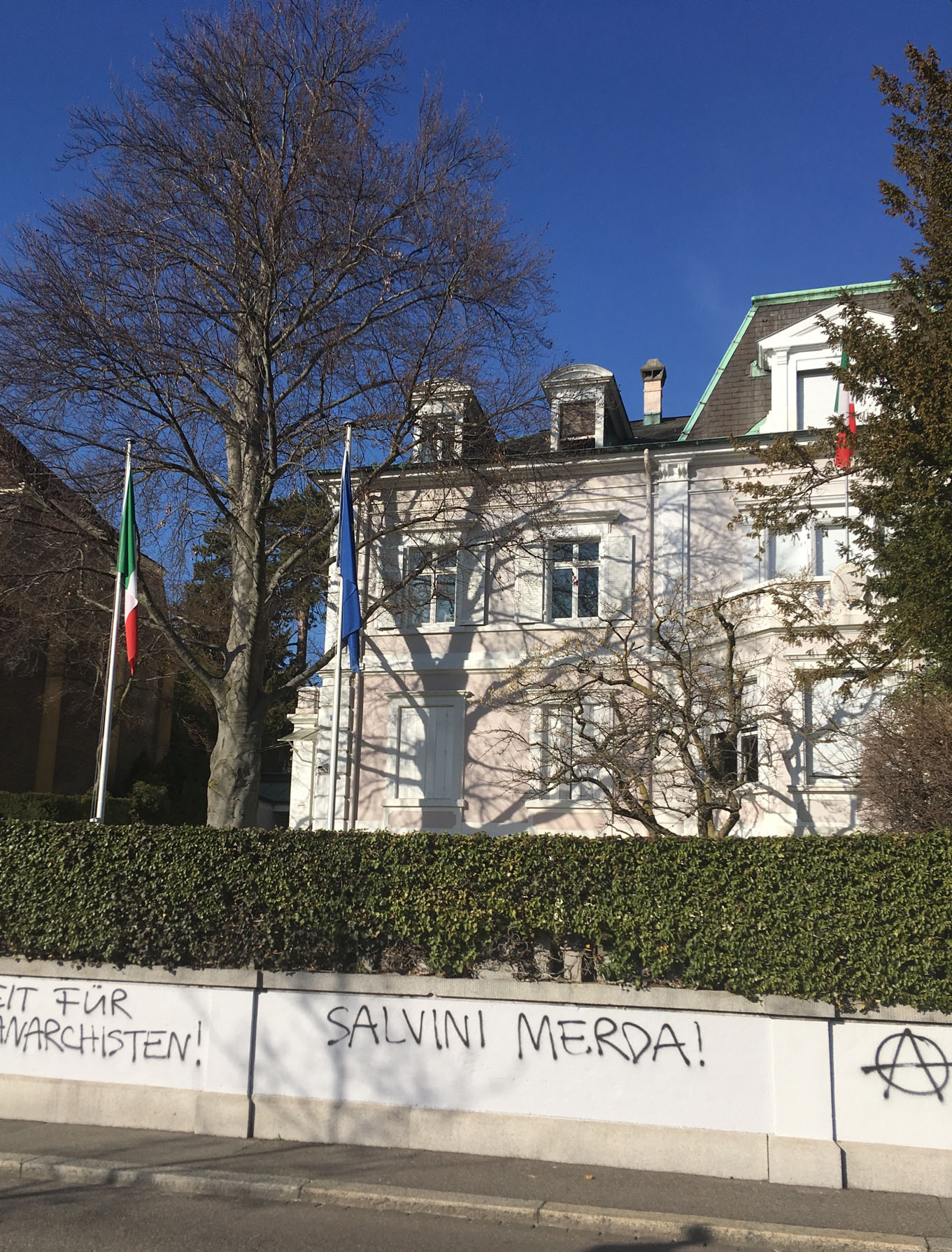
Consulado de Italia en Basilea
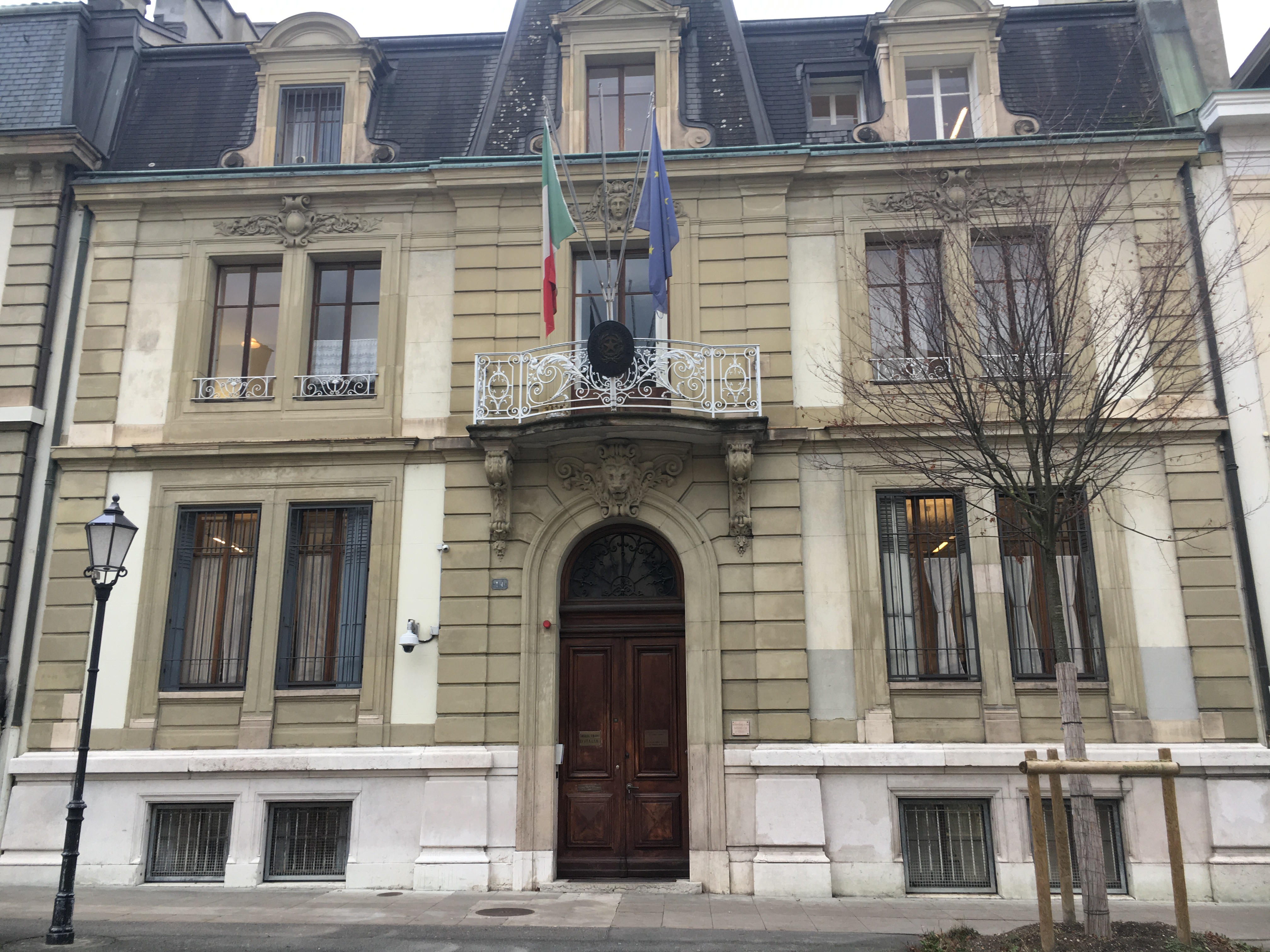
Consulado-General de Italia en Ginebra
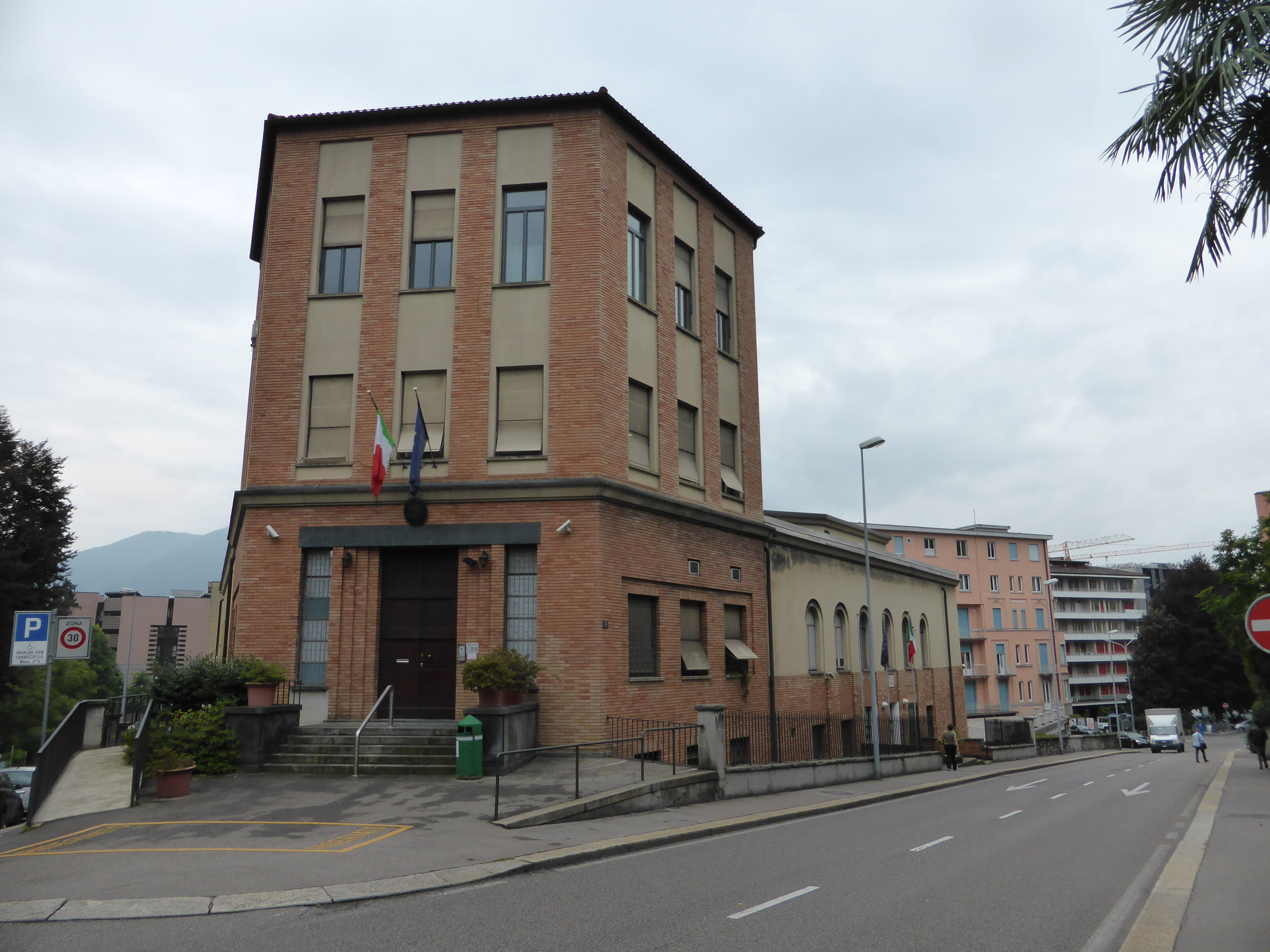
Consulado-General de Italia en Lugano